# Дитяча гра 2
«Дитяча гра 2» (англ. Child's Play 2) — американський фільм жахів 1990 року, продовження фільму «Дитяча гра».
Щоб відновити свою репутацію, корпорація Play Pals відновлює знищену ляльку Чакі, одержиму душею злочинця. Чакі знову береться за пошуки хлопчика Енді, що необхідний йому для звільнення з іграшкового тіла.

## Сюжет
Минуло два роки після першого фільму. Корпорація Play Pals, яка виробляє ляльок «Хороший хлопець», щоб довести безпечність своєї продукції, відновлює ляльку Чакі. На її залізний скелет одягають нову шкіру, фарбують і одягають. Коли Чакі вставляють очі, електричний розряд убиває одного з робітників конвеєра. Містер Салліван, виконавчий директор компанії, наказує своєму помічнику Меттсону приховати нещасний випадок і позбутися Чакі.
Тим часом Енді Барклая, якому тепер вісім років, всиновила інша родина, а його матір перебуває в психлікарні через свої розповіді про живу ляльку. Нові батьки, Філ та Джоан Сімпсони, також виховують цинічну прийомну дочку Кайл. Чакі тікає з фабрики іграшок і примушує Меттсона сказати йому де хлопчик, після чого задушує.
Чакі проникає до будинку Сімпсонів і знаходить там ляльку «Хорошого хлопця» на ім'я «Томмі». Чакі закопує її на подвір'ї під гойдалкою, а сам сідає на місце Томмі. Зранку Філ виявляє розбиту Чакі статуетку і винить у цьому Енді та Кайл. Не підозрюючи про небезпеку, Енді бере ляльку до своєї кімнати. Вночі Чакі прив'язує Енді до ліжка і читає закляття, щоб переселити свою душу в інше тіло. Але в цей час повертається Кайл. Філ і Джоан вважають, що це Кайл зв'язала Енді, щоб той не розповів як вона потай ходила на побачення. Філ і Джоан не вірять розповідям про ляльку та кидають Чакі в підвал. Після падіння в Чакі йде кров із носа і він розуміє, що знову стає вразливим.
Наступного дня Чакі таємно слідує за Енді до школи та пише в його домашньому завданні образу на вчительку, міс Кеттвелл. В результаті вчителька замикає хлопчика в класі, а ляльку кидає в підсобку. Енді тікає через вікно, а коли вчителька шукає його в підсобці, Чакі вбиває міс Кеттвелл. Енді намагається попередити своїх прийомних батьків про Чакі, але Філ відмовляється йому вірити і хоче відмовитися від усиновлення.
Наступної ночі Енді спускається в підвал, щоб знищити Чакі електричним ножем. Лялька нападає на нього і роззброює. В цей час Філ, почувши шум, заходить до підвалу. Чакі спотикає його, Філ падає зі сходів і ламає собі шию. Джоан негайно звинувачує Енді у смерті Філа і відправляє його до дитячого притулку.
Викинувши Чакі на смітник, Кайл сідає на гойдалку та випадково знаходить закопану там ляльку Томмі. Вона розуміє, що Енді весь час говорив правду і бачить, що Чакі немає в смітнику. Вона поспішає попередити Джоан, але Чакі вже вбив її. Чакі підстерігає Кайл і змушує її відвезти його до притулку. Там Чакі вмикає пожежну сигналізацію та, користуючись панікою працівників, зарізає соціальну працівницю Грейс, яка опікувалася Енді, та зв'язує хлопчика. Чакі наказує відвезти його на фабрику Play Pals, щоб виконати ритуал у безпечному, як він гадає, місці. Дорогою Кайл різко гальмує і Чакі вилітає крізь лобове скло. Але потім ледве не стається аварія, лялька викрадає вантажівку й Енді та їде далі.
Кайл переслідує їх до фабрики, але не може знайти. Чакі завершує ритуал, однак закляття більше не діє, бо Чакі провів занадто багато часу в тілі ляльки і його душа лишиться там назавжди. Розлючений Чакі переслідує Енді та Кайл по фабриці, щоб убити їх обох. Кайл защемлює руку Чакі воротами, але той відриває руку й замінює її ножем. Убивши робітника, котрий прийшов полагодити спричинену ним поломку, Чакі опиняється на конвеєрі. Кайл пришпилює ляльку до конвеєра, а Енді відправляє Чакі у зламаний верстат, де ляльку зминає в безформну купу.
Однак Чакі вдається втекти, відрізавши собі ноги, і він атакує знову, приголомшивши Кайл. Енді помічає бак із розплавленим пластиком і виливає його на Чакі. Кайл отямлюється і дивиться на останки Чакі, коли лялька раптово нападає знову. Під час боротьби Кайл засовує йому в рот шланг від повітряного компресора і ляльці розриває голову. Енді та Кайл виходять із фабрики, не знаючи, куди їм далі вирушити.

## У ролях
- Алекс Вінсент — Енді Барклай
- Дженні Агаттер — Джоан Сімпсон
- Герріт Грем — Філ Сімпсон
- Крістін Еліз — Кайл
- Бред Дуріф — Чакі
- Грейс Забріскі — Грейс Пул
- Пітер Хескелл — Салліван
- Бет Грант — міс Кеттлвелл
- Грег Джерманн — Меттсон
- Реймонд Сінгер — соціальний працівник
- Чарльз Мешак — Ван Драйвер
- Стюарт Мабрей — слідчий
- Метт Роу — поліцейський
- Хербі Браха — продавець
- Дон Пагслі — технік
- Ед Крігер — технік
- Вінс Мелоччі — технік
- Едан Гросс — лялька Томмі
- Адам Райен — Рік Спірс
- Адам Вайлі — Семмі
- Білл Стівенсон — Адам